# Коми (народ)
Коми или Коми-Зирјани (застарело Зирјани; ком. комияс, рус. коми, коми-зыряне (застарело зыряне)), су угро-фински народ, који претежно живи у Русији, односно у Републици Комији, у којој је 2010. чинио 23,7% становништва и у којој представља други народ по бројности, после Руса (65,1%). Коми су већином православне вероисповести, а говоре комско-зирјанским дијалектом комског језика, који спада у угро-финску групу уралске породице језика.

## Популација
У Русији је 2010. укупно било 228.235 Кома (Кома-Зирјана), од тога 6.420 из подгрупе Коми-Ижемци. Од тог броја у Комији је живело 202.348 Кома (Кома-Зирјана) (од тога 5.725 Кома-Ижемаца).

## Подгрупе
Постоји 8 подгрупа Кома (Кома-Зирјана):
- Коми-Ижемци
  - Коми са Кољског полуострва
  - Коми из Ненецког аутономног округа
  - Коми са доњег тока реке Об и са реке Љапин
- Коми са река Вашка и Мезен
- Коми са реке Вим
- Коми са доњег тока реке Об
- Коми са реке Печора
- Коми са реке Вичегда
- Коми са реке Сисола
- Коми са река Летка и Луза

Блиски сродници Кома (Кома-Зирјана) су Коми-Пермјаци.
Постоје 2 подгрупе Кома-Пермјака:
- Коми-Јазвинци
- Коми-Зјуздинци